# Koos Schouwenaar (roeier)
Jacobus Marinus (Koos) Schouwenaar  (Alblasserdam, 9 oktober 1902 – Noordzee, 1941) was een Nederlands roeier. Hij nam eenmaal deel aan de Olympische Spelen, maar won bij die gelegenheid geen medaille.
Op de Olympische Spelen van 1928 in Amsterdam maakte hij zijn olympisch debuut bij het roeien. De roeiwedstrijden vonden plaats op de Ringvaart bij Sloten, omdat de Amstel was afgekeurd door de Internationale Roeibond FISA. De wedstrijdbaan van 2000 m was vrij smal en hierdoor was het olympische programma verlengd. Totaal was er 3000m rechte baan beschikbaar, zodat ook extra oefenwater beschikbaar was. Via een speciaal systeem met repèchages waren ploegen niet direct uitgeschakeld, maar konden zich via een herkansing alsnog kwalificeren voor de halve finale. Als stuurman bij de acht met stuurman werd hij in de tweede ronde uitgeschakeld met een tijd van 6.59,0.
Hij stierf op 38-jarige leeftijd toen hij in 1941 met een vouwkano vanaf het strand in Noordwijk aan Zee met Bert Sloth Blaauboer, beiden lid van D.S.R.V. Laga in Delft, naar Engeland probeerde te varen. Hun belangrijkste doel was koningin Wilhelmina te waarschuwen voor haar persoonlijke secretaris François van 't Sant, omdat in het verzet de indruk bestond dat deze man niet te vertrouwen was. Ondanks dat de zee dagenlang kalm was, is van beiden nooit meer iets vernomen.
Op 2 mei 2019 heeft LAGA een boot naar hem vernoemd. Deze werd gedoopt door zijn neef Koos Schouwenaar.

## Palmares
- 1928: tweede ronde OS - 6.59,0

Daan Ferman · 
Teun Beijnen · 
Jan Huges · 
Tjallie James · 
Appel Ooiman · 
Jaap Stenger · 
Henri Eli Kruyt · 
Guus van Ditzhuyzen · 
Koos Schouwenaar (stuurman)